# Entasis
Entasis (af gr., enteínein, 'strække') er en designteknik, som bruges til at modvirke visse optiske illusioner, der ellers ville fremkomme i arkitekturen. Når en søjle eller en anden struktur er designet med parallelle sider, opfatter øjet det som om, siderne har en konkav (indadbuet) kurve. Entasis vil sige at give siderne en let svulmen på midten, hvilket gør, at siderne af søjleskaftet ikke er parallelle, og på denne måde modvirkes den optiske effekt ved overdrivelsens hjælp. Målet med dette, paradoksalt nok, er at få linjerne til at se rette ud for øjet, ved hjælp af kurver og optisk bedrag.
Designteknikken blev først brugt ved konstruktionen af ægyptens pyramider, men blev især videreudviklet i græsk arkitektur, hvor den findes i alle de klassiske søjleordener; mest udpræget i doriske søjler. Den doriske søjle hviler direkte på stylobatet (det øverste trin på fundamentet) uden nogen base. Stylobatet kan opvise en lignende optisk effekt, idet det har en næsten umærkelig overhøjde mod midten for at modvirke illusionen af et faldende plateau. Lignende optiske effekter var almindelige i græske templer, som for eksempel Parthenon i Athen. 
Romerne overtog de fleste af grækernes arkitektoniske elementer, videreudviklede dem og tilføjede nye søjleordener. Også i al klassisk romersk arktitektur har søjlerne entasis. Renæssancens arkitekter genoptog brugen af de klassiske søjleordener med entasis, for eksempel Andrea Palladio. 
| Arkitektur | Spire Denne arkitekturartikel er en spire som bør udbygges. Du er velkommen til at hjælpe Wikipedia ved at udvide den. |